# Association sportive de la wilaya de Béjaïa
Maillots
L'ASW Béjaïa est un club algérien de volley-ball féminin, créé en 1982 et  basé à Béjaïa.

## Histoire
Le club remporte la Coupe d'Afrique des clubs champions féminine en 1997.
L'ASW Béjaïa connaît une relégation en deuxième division en 2019.

## Palmarès
- Championnat d'Algérie féminin (6)
  - Champion : 1991, 1994, 1995, 1996, 1999 et 2016
  - Vice-champion : 1998, 2009 et 2015

- Coupe d'Algérie féminine (6)
  - Vainqueur : 1993, 1994, 1995, 1996, 1998 et 1999
  - Finaliste : 1992, 2000, 2004, 2012, 2015 et 2018

- Coupe d'Afrique des clubs champions féminine (1)
  - Vainqueur : 1996

- Coupe d'Afrique des clubs vainqueurs de coupe  féminine
  - Finaliste : 1995

## Personnalités du club
- Dalia Djebbar

## Effectifs
| No                           | Nom                          | Date de naissance            | Taille                       | Poids                        | Poste                        |
| ---------------------------- | ---------------------------- | ---------------------------- | ---------------------------- | ---------------------------- | ---------------------------- |
| 1                            | ?                            |                              | ?                            |                              | Passeur                      |
| 2                            | ?                            |                              | ?                            |                              | Réceptionneur-attaquant      |
| 3                            | ?                            |                              |                              |                              | Central                      |
| 4                            | ?                            |                              |                              |                              | Réceptionneur-attaquant      |
| 5                            | ?                            |                              |                              |                              | Passeur                      |
| 6                            | ?                            |                              |                              |                              | Réceptionneur-attaquant      |
| 7                            | ?                            |                              |                              |                              | Central                      |
| 8                            | ?                            |                              |                              |                              | Réceptionneur-attaquant      |
| 9                            | ?                            |                              |                              |                              | Attaquant                    |
| 10                           | ?                            |                              |                              |                              | Central                      |
| 11                           | ?                            |                              |                              |                              | Central                      |
| 12                           | ?                            |                              |                              |                              | Libero                       |
| 13                           | ?                            |                              |                              |                              | Central                      |
| 14                           | ?                            |                              |                              |                              | Passeur                      |
| 16                           | ?                            |                              |                              |                              | Réceptionneur-attaquant      |
| 18                           | ?                            |                              |                              |                              | Central                      |
|                              |                              |                              |                              |                              |                              |
| Encadrement technique        | Encadrement technique        |                              | Légende                      | Légende                      | Légende                      |
| Entraîneur : ?               | Entraîneur : ?               | Entraîneur : ?               | : Capitaine                  | : Capitaine                  | : Capitaine                  |
| Entraîneur(s) adjoint(s) : ? | Entraîneur(s) adjoint(s) : ? | Entraîneur(s) adjoint(s) : ? | : Joueur blessé actuellement | : Joueur blessé actuellement | : Joueur blessé actuellement |